# Championnat d'Angola de football 2012
Navigation
Saison précédente Saison suivante
La saison 2012 du Championnat d'Angola de football est la trente-quatrième édition de la première division en Angola. Les seize meilleures équipes du pays sont regroupées au sein d'une poule unique où elles s'affrontent deux fois, à domicile et à l'extérieur. En fin de saison, les trois derniers du classement sont relégués et remplacés par les trois meilleures équipes de Gira Angola, la deuxième division angolaise.
C'est le Recreativo do Libolo, tenant du titre, qui remporte à nouveau le championnat cette saison après avoir terminé en tête du classement final, avec neuf points sur Primeiro de Agosto et treize sur Petro Luanda, vainqueur de la Taça Angola. C'est le second titre de champion d'Angola de l'histoire du club.
Le Clube Recreativo Desportivo Libolo, vainqueur final du championnat et son dauphin, le Primeiro de Agosto, se qualifient pour la Ligue des champions de la CAF, tandis que le vainqueur de la Taça Angola, le club de Petro Luanda, obtient son billet pour la Coupe de la confédération, tout comme le quatrième du classement général, Kabuscorp SC.

## Clubs participants
- Primeiro de Agosto
- Kabuscorp SC
- Inter Luanda
- Petro Luanda
- Académica Petróleo Kwanda Soyo
- Atlético Sport Aviação
- Recreativo da Caála
- Sporting de Cabinda - Promu de Gira Angola
- Sport Luanda e Benfica
- Santos Futebol Clube de Angola
- Onze Bravos do Maqui
- Progresso Sambizanga
- Sagrada Esperança
- Nacional Sport Clube de Benguela - Promu de Gira Angola
- Clube Recreativo Desportivo Libolo
- Atlético de Namibe - Promu de Gira Angola

## Compétition
Le barème de points servant à établir les classements se décompose ainsi :
- Victoire : 3 points
- Match nul : 1 point
- Défaite : 0 point

### Classement
| Rang | Équipe                            | Pts | J  | G  | N  | P  | Bp | Bc | Diff |
| ---- | --------------------------------- | --- | -- | -- | -- | -- | -- | -- | ---- |
| 1    | Recreativo do LiboloT             | 67  | 30 | 19 | 10 | 1  | 51 | 14 | +37  |
| 2    | Primeiro de Agosto                | 58  | 30 | 17 | 7  | 6  | 42 | 21 | +21  |
| 3    | Petro LuandaC                     | 54  | 30 | 14 | 12 | 4  | 34 | 17 | +17  |
| 4    | Kabuscorp SC                      | 51  | 30 | 14 | 9  | 7  | 43 | 32 | +11  |
| 5    | Inter Luanda                      | 49  | 30 | 13 | 10 | 7  | 36 | 23 | +13  |
| 6    | Atlético Sport Aviação            | 41  | 30 | 10 | 11 | 9  | 24 | 22 | +2   |
| 7    | Progresso Sambizanga              | 40  | 30 | 9  | 13 | 8  | 30 | 26 | +4   |
| 8    | Onze Bravos do Maqui              | 40  | 30 | 11 | 7  | 12 | 41 | 41 | 0    |
| 9    | Atlético de NamibeP               | 37  | 30 | 10 | 7  | 13 | 37 | 48 | -11  |
| 10   | Recreativo da Caála               | 35  | 30 | 9  | 8  | 13 | 26 | 31 | -5   |
| 11   | Sagrada Esperança                 | 34  | 30 | 8  | 10 | 12 | 29 | 32 | -3   |
| 12   | Santos Futebol Clube de Angola    | 34  | 30 | 9  | 7  | 14 | 41 | 46 | -5   |
| 13   | Sport Luanda e Benfica            | 34  | 30 | 7  | 13 | 10 | 32 | 37 | -5   |
| 14   | Académica Petróleo Kwanda Soyo    | 32  | 30 | 9  | 5  | 16 | 31 | 46 | -15  |
| 15   | Sporting de CabindaP              | 22  | 30 | 5  | 7  | 18 | 28 | 61 | -33  |
| 16   | Nacional Sport Clube de BenguelaP | 20  | 30 | 4  | 8  | 18 | 24 | 52 | -28  |

|  | Qualification pour la Ligue des champions de la CAF 2013                     |
|  | Qualification pour la Coupe de la confédération 2013                         |
|  | Participation au barrage de promotion-relégation                             |
|  | T : Tenant du titre C : Vainqueur de la Taça Angola P : Promu de Gira Angola |

## Bilan de la saison
| Championnat d'Angola de football 2012 |                                  |
| Champion                              | Recreativo do Libolo (2e titre)  |
| Coupes et trophées                    |                                  |
| Vainqueur de la Coupe d'Angola 2012   | Petro Luanda                     |
| Qualifications continentales          |                                  |
| Ligue des champions de la CAF 2013    | Recreativo do Libolo             |
| Ligue des champions de la CAF 2013    | Primeiro de Agosto               |
| Coupe de la confédération 2013        | Petro Atlético Luanda            |
| Coupe de la confédération 2013        | Kabuscorp SC                     |
| Promotions et relégations             |                                  |
| Promus en Girabola                    | Porcelana FC de Ndalatando       |
| Promus en Girabola                    | Clube Desportivo da Huila        |
| Promus en Girabola                    | Estrela Clube Primeiro de Maio   |
| Relégués en Gira Angola               | Sporting de Cabinda              |
| Relégués en Gira Angola               | Académica Petróleo Kwanda Soyo   |
| Relégués en Gira Angola               | Nacional Sport Clube de Benguela |